# Zombia
Genre
Classification phylogénétique
Espèces de rang inférieur
- Zombia antillarum (Descourt.) L.H.Bailey 1939

Synonymes
- Chamaerops antillarum Descourt. 			(1821)
- Coccothrinax anomala Becc.		        (1908)
- Oothrinax anomala (Becc.) O.F.Cook	  (1941)
- Zombia antillarum var. gonzalezii J.Jiménez Alm.		  (1960)

Zombia est un genre de palmiers, des plantes de la famille des Arecaceae (Arécacées), endémique de Haïti et de la République dominicaine (île d'Hispaniola). Il contient l'unique espèce suivante :
- Zombia antillarum

Cette espèce est également appelée « latanier savanne » ou « latanier marron » à Haïti.

## Classification
- Famille des Arecaceae
  - Sous-famille des Coryphoideae
    - Tribu des Cryosophileae [1]

Le genre partage cette tribu avec 10 autres genres qui sont :

Schippia, Trithrinax, Sabinaria, Itaya, Chelyocarpus, Cryosophila, Thrinax, Leucothrinax, Hemithrinax et Coccothrinax.

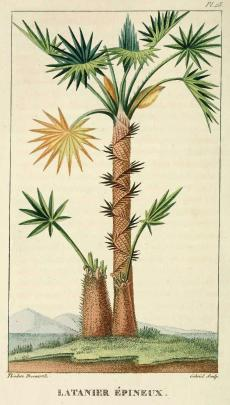
illustration Flore des Antilles, 1821